# Municipio de Monroe (condado de Preble)
El municipio de Monroe (en inglés: Monroe Township) es un municipio ubicado en el condado de Preble en el estado estadounidense de Ohio. En el año 2010 tenía una población de 2258 habitantes y una densidad poblacional de 24,81 personas por km².

## Geografía
El municipio de Monroe se encuentra ubicado en las coordenadas 39°52′25″N 84°38′33″O / 39.87361, -84.64250. Según la Oficina del Censo de los Estados Unidos, el municipio tiene una superficie total de 91.01 km², de la cual 90,96 km² corresponden a tierra firme y (0,06 %) 0,05 km² es agua.

## Demografía
Según el censo de 2010, había 2258 personas residiendo en el municipio de Monroe. La densidad de población era de 24,81 hab./km². De los 2258 habitantes, el municipio de Monroe estaba compuesto por el 97,61 % blancos, el 0,44 % eran afroamericanos, el 0,22 % eran amerindios, el 0,13 % eran asiáticos, el 0,4 % eran de otras razas y el 1,2 % eran de una mezcla de razas. Del total de la población el 0,49 % eran hispanos o latinos de cualquier raza.